# Stazione di Pallerone
Stazione di Pallerone vasútállomás Olaszországban, Pallerone településen.

## Vasútvonalak
Az állomást az alábbi vasútvonalak érintik:
- Aulla Lunigiana–Lucca-vasútvonal

## Kapcsolódó állomások
A vasútállomáshoz az alábbi állomások vannak a legközelebb:
- Stazione di Aulla
- Stazione di Serricciolo